# Business Bay
 (janvier 2018).
Si vous disposez d'ouvrages ou d'articles de référence ou si vous connaissez des sites web de qualité traitant du thème abordé ici, merci de compléter l'article en donnant les références utiles à sa vérifiabilité et en les liant à la section « Notes et références ».
Business Bay  (arabe : الخليج التجاري: Al-Khaleej Al-Tijari) est un quartier d'affaires situé à Dubaï. Il est situé sur les berges d'une extension du Khor Dubaï. Il comprend notamment les Emirates Park Towers. 

## Description
Business Bay est un quartier d'affaires en cours de construction à Dubaï, aux Émirats arabes unis. Le projet comprend des gratte-ciel situés dans une zone où la Dubai Creek a été draguée et étendue, et qui se trouve immédiatement au sud du centre-ville de Dubaï.  L'infrastructure de Business Bay a été achevée en 2008 et l'ensemble du développement terminé entre 2012 et 2015. Business Bay fait partie d'un projet de Son Altesse Sheikh Mohammed Bin Rashed Al Maktoum. Business Bay sera une nouvelle ville au sein de la ville de Dubaï et sera construite comme un pôle commercial, résidentiel et d'affaires le long d'une nouvelle extension de Dubai Creek s'étendant de Ras Al Khor à Sheikh Zayed Road. D'une superficie de 5 900 000 m2, il se composera, une fois achevé, de tours de bureaux et d'habitations situées dans des jardins paysagers et d'un réseau de routes, de sentiers et de canaux. Il deviendra la capitale commerciale de la région ainsi qu'une ville en pleine propriété.